# Гирндт, Отто
Отто Гирндт (нем. Otto Girndt; 6 февраля 1835, Ландсберг-на-Варте (ныне Гожув-Велькопольский, Польша) — 4 июля 1911, Штерцинг (ныне Випитено, Италия) — немецкий драматург, либреттист и новеллист. Доктор философии.

## Биография
С 1852 года изучал право в Берлинском университете. Позже перешел на историко-философский факультет Гейдельбергского университета. Получил докторскую степень по философии.
Работал редактором различных журналов. Затем занялся литературным творчеством, стал писателем и либреттистом в Берлине и Магдебурге. Некоторое время жил в Риме. Позже вернулся в Берлин.

## Творчество
Дебютировал в 1856 году исторической трагедией Нерон (Nero). В 1865 году в придворном театре Берлина была поставлена его музыкальная постановка Y 1. Помимо комедий и юморесок, Отто Гирндт также писал драмы, новеллы, рассказы, является автором ряда исторических произведений.
В 1877 году был награждён Laube-Preis в Вене за историческую пьесу «Восточные проблемы» (Orientalische Wirren), в 1891 году был его трагедия Danckelmann была поставлена на сцене Королевского театра в Мюнхене.
Большой успех имели его пьесы: «Lessing u. Mendelsohn», «Caesar Bock», «Caesar Borgia», «Orientalische Wirren», «Dankelmann», а также новеллы: «Dramatische Gestalten» (Берл., 1873), «Gemüthliche Gesellschaft», «Romanhaft» и др.

## Избранные произведения
- Venetianische Tage. 1879
- Ein Seebad. 1879
- Hermann von Schmid. 1880